# Hàng không năm 1903
Đây là danh sách các sự kiện hàng không nổi bật xảy ra trong năm 1903:

### Các sự kiện
- Léon Levavasseur chứng minh động cơ Antoinette của anh, thiết kế như một động cơ hạng nhẹ đặc biệt dành cho máy bay.
- Konstantin Tsiolkovski đã đưa ra phương trình cơ bản phản lực trong một bài báo của mình có nhan đề Những cuộc thám hiểm ngoài không gian nhờ thiết bị phản lực.

Tuyên bố của anh em nhà Wright về động cơ đầu tiên, khi phi công bay thường hay xảy ra trục trặc, trong khi nảy sinh một sự mập mờ từ định nghĩa của từ "flight". Pearse có phần giấu giếm, và không có tài liệu hay bức ảnh nào về chuyến bay của anh ta giốnh như anh em nhà Wright đã làm, tuy nhiên những nghiên cứu đã chứng minh được những tính toán kỳ công của anh ấy. Sự tranh cãi tăng thêm vì bản thân Pearse có những thành tích về đùa giỡn, không thể cảm tưởng được "chuyến bay" của anh ta có được kiểm soát hoàn hảo bảo đảm giới hạn hay không. Những luật sư của anh ấy chỉ ra vài chuyến bay đó (đặc biệt là vào ngày 10 tháng 7), trong chuyến bay này anh ta kiểm soát tốt hơn so với những cỗ gắng của Anh em nhà Wright vào 17 tháng 9. Xem Cỗ máy đầu tiên biết bay

### Tháng 2
- 16 tháng 2 - Traian Vuia có mặt tại Hàn Lâm Viện Khoa Học Pháp ở Paris để trình bay về triển vọng của một cỗ máy có thể bay và thủ tục của anh đã bị loại bỏ và nó trở thành điều không tưởng, kèm theo lời bình luận: Vấn đề của chuyến bay với một cái máy là trọng lượng lớn hơn không khí, cái này không thể giải quyết được và đó chỉ là một giấc mơ.

### Tháng 3
- 31 tháng 3 - Richard Pearse được chi là đã làm một động cơ bay trong một cỗ máy, một máy bay một tầng cánh được anh ta chế tạo, nó đã gặp tai nạn ở hàng rào. Ngày tahngs được tính toán từ những chứng cớ tình tiết của những người chứng kiến khi chuyến bay được thực hiện và không có một tài liệu nào ở thời điểm đó. Cỗ máy đã công bố thực hiện một chuyến bay khoảng 150 feet (45 m) ở trang trại của anh ta ở Upper Waitohi, gần Timaru phía nam Canterbury, New Zealand.

### Tháng 5
- 11 tháng 5 - Richard Pearse tuyên bố đã thực hiện chuyến bay dài khoảng 1.000 yards (900 m), hạ cánh ở một lòng sông gần cạn ở Opihi River.

### Tháng 8
- 18 tháng 8 - Karl Jatho thực hiện chuyến bay với chiếc máy bay có động cơ của anh ta trước sự chứng kiến của 4 người. . Máy bay của anh ra bay xa 200 feet (60 m) phía trên mặt đất vài feet.

### Tháng 11
- 12 tháng 11 - Anh em nhà Lebaudy thực hiện một chuyến bay trên một chiếc khí cầu điều khiển được từ Moisson đến Paris.

### Tháng 12
- 17 tháng 12 - Anh em nhà Wright thực hiện 4 chuyến bay trên chiếc máy bay Flyer do họ thiết kế tại Kitty Hawk, Bắc Carolina. Orville Wright cất cánh đầu tiên và bay xa 120 ft (37 m) trong 12 giây. Những điều này đã được suy nghĩ chu đáo cho việc kiểm soát đầu tiên, đây là chiếc máy bay và chuyến bay đầu tiên được chụp ảnh. Với nỗ lực thứ 4, Wilbur bay xa 852 ft (260 m) trong 59 seconds.[1]